# Waran kolczastoogonowy
Waran kolczastoogonowy (Varanus acanthurus) – gatunek gada z rodziny waranowatych (Varanidae). Jest to jeden z kilkudziesięciu gatunków tej rodziny. Występuje w północno-zachodniej, północnej i środkowej Australii. W porównaniu z innymi waranami osobniki tego gatunku są małe. Osiągają ok. 55–70 cm i również niewiele ważą. Dożywają 15 lat i prowadzą naziemny tryb życia. Żywią się owadami i małymi jaszczurkami. 

## Systematyka
Do niedawna wyróżniano trzy podgatunki Varanus acanthurus:
- V. acanthurus acanthurus Boulenger, 1885
- V. acanthurus brachyurus Sternfeld, 1919
- V. acanthurus insulanicus Mertens, 1958

Badania filogenetyczne, których wyniki opublikowano w 2022 roku, wykazały jednak, że jest to gatunek monotypowy, zaś takson V. acanthurus insulanicus zsynonimizowano z V. baritji, który odtąd nosi nazwę Varanus insulanicus.